# Premis Lletraferit
Els Premis Lletraferit són guardons literaris en valencià convocats per l'editorial Llibres de la Drassana, la revista Lletraferit i el diari Valencia Plaza. Els premis van ser creats el 2018 per promoure la narrativa en valencià. S'atorguen a obres originals escrites en valencià en les modalitats de narrativa (Premi Lletraferit de Novel·la) i narrativa juvenil o novel·la gràfica (Premi Diafebus). A partir de 2019 també s'hi atorga el premi de Cultura Valenciana com a reconeixement a la trajectòria d'un escriptor. Els premis tenen dotacions de 5.000 euros (Lletraferit) i 1.500 (Diafebus) i les obres guardonades es publiquen a l'editorial Llibres de la Drassana. Els guanyadors reben també una estatueta de Jaume Chornet.

## Premiats

### Premi Lletraferit de Novel·la
- 2018 Carles Fenollosa per Narcís o l'onanisme[1]
- 2019 Guillermo Colomer per L'últim dels valencians[5]
- 2020 Rafa Lahuerta Yúfera per Noruega[6][7]
- 2021 Miquel Nadal per Càndid.[8]
- 2022 Purificació Mascarell per Mireia ex aequo amb Andreu Sevilla per Els inútils[9]
- 2023 El premi es va declarar desert[10]
- 2024 Magda Simó per És naufragi[11]

### Premi Diafebus de Novel·la (o novel·la gràfica) Juvenil
- 2018 Tono Fornes i Santi Inocencio (il·lustracions) per Les aventures del capità Boira a Eivissa i Formentera[1]
- 2019 Ivan Carbonell per El traficant de nits[5]
- 2020 Carme Cardona Bartual per La casa invisible[6]
- 2021 Toni Caballero i Sergio Hernández per El diari de Laia[8]
- 2022 Alfons Pérez Daràs per Aitana Torrent, caçadora d'espantacriatures[9]
- 2023 Óscar Mora per La tempesta de Sant Joan[10]
- 2024 Marc Balaguer per Els devastadors

### Premi Lletraferit de Cultura Valenciana
- 2019 Joan Francesc Mira[5]
- 2020 Josep Piera[6]
- 2021 Manuel Vicent[12]
- 2022 Paula Bonet[9]
- 2023 Ferran Torrent[10]
- 2024 Rodolf Sirera i Josep Lluís Sirera